# دوتو (بهبهان)
 دوتو (بهبهان)، روستایی از توابع بخش تشان شهرستان بهبهان در استان خوزستان ایران است.

## جمعیت
این روستا در دهستان تشان شرقی قرار دارد و براساس سرشماری مرکز آمار ایران در سال ۱۳۸۵، جمعیت آن زیر سه خانوار بوده‌است.